# Discestra parentii
Discestra parentii là một loài bướm đêm trong họ Noctuidae.